# Kanton Venarey-les-Laumes
Der Kanton Venarey-les-Laumes war bis 2015 ein französischer Wahlkreis im Arrondissement Montbard, im Département Côte-d’Or und in der Region Burgund; sein Hauptort war Venarey-les-Laumes. Vertreter im Generalrat des Départements war zuletzt von 2001 bis 2015 Patrick Molinoz (PRG).
Der aus 23 Gemeinden bestehende Kanto war 307,04 km² groß und hatte 8037 Einwohner (Stand: 1999).

## Gemeinden
Am 1. Januar 2009 fusionierten die bisherigen Gemeinden Blessey und Saint-Germain-Source-Seine. Daraus ging die neue Gemeinde Source-Seine hervor.
| Gemeinde              | Einwohner Jahr | Fläche km² | Bevölkerungsdichte | Code INSEE | Postleitzahl |
| --------------------- | -------------- | ---------- | ------------------ | ---------- | ------------ |
| Alise-Sainte-Reine    | 600 (2013)     | 3,83       | 157 Einw./km²      | 21008      | 21150        |
| Boux-sous-Salmaise    | 133 (2013)     | 14,64      | 9 Einw./km²        | 21098      | 21690        |
| Bussy-le-Grand        | 320 (2013)     | 29,69      | 11 Einw./km²       | 21122      | 21150        |
| Charencey             | 28 (2013)      | 4,84       | 6 Einw./km²        | 21144      | 21690        |
| Corpoyer-la-Chapelle  | 18 (2013)      | 4,16       | 4 Einw./km²        | 21197      | 21150        |
| Darcey                | 339 (2013)     | 18,91      | 18 Einw./km²       | 21226      | 21150        |
| Flavigny-sur-Ozerain  | 304 (2013)     | 27,79      | 11 Einw./km²       | 21271      | 21150        |
| Frôlois               | 171 (2013)     | 34,77      | 5 Einw./km²        | 21288      | 21150        |
| Gissey-sous-Flavigny  | 93 (2013)      | 10,29      | 9 Einw./km²        | 21299      | 21150        |
| Grésigny-Sainte-Reine | 142 (2013)     | 7,06       | 20 Einw./km²       | 21307      | 21150        |
| Grignon               | 250 (2013)     | 11,68      | 21 Einw./km²       | 21308      | 21150        |
| Hauteroche            | 74 (2013)      | 13,28      | 6 Einw./km²        | 21314      | 21150        |
| Jailly-les-Moulins    | 97 (2013)      | 9,29       | 10 Einw./km²       | 21321      | 21150        |
| Marigny-le-Cahouët    | 312 (2013)     | 19,28      | 16 Einw./km²       | 21386      | 21150        |
| Ménétreux-le-Pitois   | 446 (2013)     | 6,62       | 67 Einw./km²       | 21404      | 21150        |
| Mussy-la-Fosse        | 73 (2013)      | 4,45       | 16 Einw./km²       | 21448      | 21150        |
| Pouillenay            | 601 (2013)     | 15,04      | 40 Einw./km²       | 21500      | 21150        |
| La Roche-Vanneau      | 152 (2013)     | 13,19      | 12 Einw./km²       | 21528      | 21150        |
| Salmaise              | 136 (2013)     | 13,12      | 10 Einw./km²       | 21580      | 21690        |
| Source-Seine          | 59 (2013)      | 16,42      | 4 Einw./km²        | 21084      | 21690        |
| Thenissey             | 118 (2013)     | 10,25      | 12 Einw./km²       | 21627      | 21150        |
| Venarey-les-Laumes    | 2.895 (2013)   | 10,23      | 283 Einw./km²      | 21663      | 21150        |
| Verrey-sous-Salmaise  | 320 (2013)     | 8,21       | 39 Einw./km²       | 21670      | 21690        |